# Sergio Berger
Sergio Giacomo Berger (* 1. Januar 1983 in Schiers, Graubünden) ist ein schweizerischer Snowboarder. Er startet in der Disziplin Halfpipe und bisweilen im Big Air.
Sergio Berger wuchs in Disentis auf und wurde schon im Alter von zwei Jahren von seinem Vater an das Skifahren herangeführt. Mit acht Jahren entdeckte er seine Liebe zum Snowboard. Ab 1999 besuchte er das schweizerische Sportgymnasium in Davos und schaffte auch bald darauf den Sprung in die Juniorennationalmannschaft der Snowboarder. Die Schule schloss er mit der Maturitätsprüfung (Schwerpunkt Wirtschaft) ab und konzentrierte sich dann ganz auf den Snowboardsport. Er startet sowohl im FIS-Snowboard-Weltcup als auch auf der Ticket-to-Ride-Tour und ging auch bei ISF-Veranstaltungen an den Start.
Schon ein Jahr nach seinem Wechsel nach Davos gewann er bei den Juniorenweltmeisterschaften der ISF die Bronzemedaille und 2002 bei den FIS-Juniorenweltmeisterschaften die Silbermedaille, jeweils im Wettbewerb Halfpipe.
Sein Debüt im Weltcup gab Berger im Januar 2002 in Arosa bei einem Halfpipe-Wettbewerb. An gleicher Stelle und wieder in der Halfpipe gelang ihm schon ein Jahr später sein erster und bisher einziger Sieg im Weltcup. Er trat seither bei fast allen Halfpipe-Konkurrenzen an, bis zum Ende der Saison 2007/2008 bestritt er 49 Weltcup-Wettbewerbe, darunter sechs im Big Air. Dabei konnte er sich siebzehnmal unter den besten zehn platzieren. Zum Beginn der Saison 2008 war der fünfte Rang in Saas-Fee das bis dato viertbeste Abschneiden seiner Karriere, nach seinen insgesamt drei Podiumsplätzen. In der Disziplinwertung Halfpipe des Weltcups war er 2004 Fünfter und konnte 2008 als Vierter sein bisher bestes Ergebnis erzielen, das bedeutete Rang 34 in der Gesamtwertung.
Berger lebt in Disentis im Schweizer Kanton Graubünden. Neben seinem Beruf als Snowboarder und Snowboardlehrer spielt er Golf, geht Windsurfen und fährt Skateboard.

## Erfolge
- 2003 Sieg beim Weltcup in Arosa in der Halfpipe